# Psilocerea carbo
Psilocerea carbo là một loài bướm đêm trong họ Geometridae.